# ژلنگ (استان لهستان بزرگ‌تر)
ژلنگ (به لهستانی:  Zieleń) یک روستا در لهستان است که در گمینا تژمشنو واقع شده‌است.